# パーマー (アラスカ州)
パーマー（英語:Palmer、ロシア語:Палмер）は、アメリカ合衆国アラスカ州の都市。マタヌスカ・スシトナ郡の郡庁所在地である。統計上はアンカレッジ都市圏に含まれる。人口は5,888人（2020年）。

## 歴史
パーマーは1916年にジョーンズヴィル/サットン地域の炭鉱への鉄道サービスを提供するためにアラスカ鉄道の駅ができたことにはじまる。世界恐慌まっただ中の1935年からはフランクリン・ルーズベルト米大統領のニューディール政策の一環として連邦緊急救済局によりマタヌスカ入植地が設定されミシガン州、ミネソタ州、ウィスコンシン州から203家族が1935年の夏に入植した。各家族には40エーカー（160,000 m2）が割り当てられ、開拓が本格的にはじまったが、厳しい気候などから失敗率も高かった。しかし現在でもパーマーにはこれらの入植者の子孫が多く住み、農場を経営を続けている。そのため、町の特に古い地域では入植者の出身地であるアメリカ中西部の雰囲気がいまだに残る地区となっている。
現在はアンカレッジのベッドタウンとして発展し、現在はアンカレッジまで50分ほどの時間をかけて通勤している人が多い。

## 位置
パーマーはアンカレッジからグレン・ハイウェイで北東70kmの地点にある。近年急速に発展したマタヌスカ=スシトナ・ヴァレーにある2つの自治体のうちの一つで、マタヌスカ=スシトナ郡全体では人口が8万人近くに及ぶ。
アメリカ合衆国国勢調査局によると市の面積は9.7 km²（皇居の約6.5倍）で、その全域が陸地である。

## 人口動静
2000年の国勢調査によると、パーマーには4,533人、1,472世帯、1,058家族の人々が暮らしている。人口密度は1 km²あたり465.5人で、 住宅密度は1 km²あたり159.7軒となっている。人種構成は総人口6,942人のうち白人が80.94%、黒人またはアフリカ系が2.05%、ネイティブ・アメリカンが8.18%、アジア系が1.06%、太平洋系が0.33%、その他が1.15%となっている。また、6.29%が混血で、3.51%がヒスパニックまたはラティーノである。祖先の出身国別では14.9%がドイツ系、10.5%がアメリカ系、8.9%がアイルランド系、8.7%がイングランド系となっている。
全世帯1,472世帯のうち47.4%に18歳以下の子供がおり、50.3%で結婚した男女が共に暮らしており、16.6%が女性が世帯主になっている世帯である。また23.0%の世帯が一人暮らしをしており、7.5%は一人で暮らす65歳以上の老人である。一世帯あたりの平均構成人数は2.81人、一家族あたりの平均構成人数は3.29人である。
18歳以下の子供が33.6%、18歳から24歳までが11.8%、25歳から44歳までが28.7%、45歳から64歳までが16.8%、65歳以上の老人が9.1%となっており、年齢の正中値は29歳である。女性100人に対する男性の人数は98.1人で、18歳以上の女性100人に対する男性の人数は93.6人である。
一世帯あたりの平均年収は45,571ドルで、一家族あたりの平均年収は53,164ドルである。男性の平均年収44,716ドルに対して女性の平均年収は25,221ドルと約20000ドルの差がある。一人当たりの所得は17,203ドル。人口の12.7%が貧困線を下回る生活をしており、このうち12.6%が18歳以下の子供、4.2%が65歳以上の老人である。

## 見どころ
パーマーは大収穫祭であるアラスカ・ステート・フェアの開催地として知られており、毎年「巨大な野菜コンテスト」が催されている。ここ優勝した野菜は国内記録はもちろんのこと世界最大の野菜としてギネスブックに掲載されるものも多く、キャベツ、カブ、ホウレンソウ、レタスといった野菜のコンテストは毎回注目を集めている。2008年にはパーマーのスコット・ロブが出品した35.9 kgのキャベツが優勝し2,000ドルの賞金を獲得した。
パーマー市内の中心部には丸太で作られたビジター・センターがあり、年間35,000人以上の観光客を招いている。このビジターセンターには8,000m2以上の芝生が敷かれた庭園があり「ピクニックに最高の場所」と言われている。またパーマー歴史美術博物館（The Palmer Museum of History and Art）もビジター・センター内にありパーマー市のこれまでの歴史や工芸品などを見ることが出来る。このビジター・センターから2ブロックほど離れたところにはユナイテッド・プロテスタント・チャーチがあり、パーマーの入植時代に建てられた歴史的建造物として登録されている。
市内には多くの学校もあり、大学野球では多くの実績を残している。